# Σ̑
Cette page contient des caractères spéciaux ou non latins. S’ils s’affichent mal (▯, ?, etc.), consultez la page d’aide Unicode.
Le sigma brève inversée, σ̑, est une lettre grecque additionnelle utilisée dans l’écriture de dialecte du grec moderne.

## Utilisation
Nikolas Kontosopoulos et d’autres auteurs utilisent le sigma brève inversée ‹ σ̑ › pour représenter une consonne fricative alvéolaire sourde [ʃ],, par exemple dans ‹ μισ̑ώτκα ›, terme désignant le grec cappadocien de Mistí.

## Représentations informatiques
Le sigma brève inversée peut être représente avec les caractères Unicode suivants (grec et copte, diacritiques):
| formes    | représentations | chaînes de caractères | points de code | descriptions                                              |
| --------- | --------------- | --------------------- | -------------- | --------------------------------------------------------- |
| capitale  | Σ̑               | Σ◌̑                    | U+03A3 U+0311  | lettre majuscule grecque sigma diacritique brève inversée |
| minuscule | σ̑               | σ◌̑                    | U+03C3 U+0311  | lettre minuscule grecque sigma diacritique brève inversée |